# Грейфенберг, Ганс фон
Ганс фон Грейфенберг (нем. Hans von Greiffenberg; 12 октября 1893, близ города Бютов, Померания, королевство Пруссия, Германская империя, ныне Бытув, Польша — 30 июня 1951, Кёнигштайн, Гессен, ФРГ) — немецкий офицер, участник Первой и Второй мировых войн, генерал пехоты, кавалер Рыцарского креста.

## Первая мировая война
20 января 1914 года поступил на военную службу лейтенантом в 14 пехотный полк «Граф Шверин» (3 Померанский).
С начала Первой мировой войны в составе полка на западном фронте. В ноябре 1914 года после ранения назначен батальонным адъютантом, 18 августа 1917 года произведен в обер-лейтенанты, в октябре назначен полковым адъютантом. За время войны награждён Железными крестами 1 и 2 классов.

## Между мировыми войнами
После войны проходил службу в пограничной страже. В начале 1920 года поступает в рейхсвер в 4 стрелковый полк, впоследствии 4 (прусский) пехотный полк. Службу проходит на штабных должностях. В октябре 1923 года переведен в 10 (прусский) кавалерийский полк, для прохождения годового обучения штабных офицеров во 2 дивизии рейхсвера. По окончании обучения возвращается в 4 пехотный полк, в апреле 1925 года произведен в капитаны.
С 1925 по 1926 годы откомандирован в отдел профессиональной подготовки сухопутных войск министерства рейхсвера. С 1928 по 1930 годы проходит стажировку в финской и испанской армиях. 1 октября 1931 года назначен командиром роты в 4-й (Прусский) пехотный полк.
С августа 1932 по октябрь 1933 года проходил подготовку в американском учебном центре Command and General Staff School (Форт Ливенворт), 1 октября 1932 года произведен в майоры. После недолгого пребывания в министерстве рейхсвера в ноябре 1934 года назначен Первым офицером генерального штаба (Ia) при командовании IV военного округа, в июне 1935 года — подполковник. В октябре 1936 года принимает на год I батальон 103 пехотного полка, затем академия вермахта. В январе 1938 года присвоен чин полковника, в феврале назначен руководителем отдела Штаба сухопутных войск (штаба ОКХ).

## Вторая мировая война
В августе 1939 года при подготовки нападения на Польшу назначен начальником оперативного отдела Штаба сухопутных войск, с 1 августа 1940 года — генерал-майор. С января по май 1941 года — начальник штаба 12-й армии, с которой принимает участие в боевых действиях на Балканах. 18 мая 1941 года награждён рыцарским крестом Железного креста.
Затем назначен начальником штаба группы армий «B», несколько позже переименованную в группу армий «Центр», командующий генерал-фельдмаршал Федор фон Бок, с которой он принимает участие в войне с Советским Союзом.
В апреле 1942 года переведен на должность начальника штаба командования «штаб Антон»(«Stab Anton», затем «Прибрежный штаб Азов» («Küstenstab Asow»)), с производством в генерал-лейтенанты, участвует в подготовке летнего наступления на Кавказе. 7 июля 1942 года командование переименовано в группу армий «А» с подчинением соединений группы армий «Юг», командующий генерал-фельдмаршал Вильгельм Лист. В июле 1943 года отстранен от должности и переведен в резерв фюрера.
В боевых действиях больше участия не принимал.
В октябре 1943 года назначен военным атташе в Венгрию, 1 апреля 1944 года назначен Полномочным генералом Вермахта в Венгрии, произведен в чин Генерал пехоты.
Незадолго до конца войны попал в американский плен, освобожден 30 июня 1947 года.

## Награды
- Железный крест (1914) 2-го и 1-го класса (Королевство Пруссия)
- Нагрудный знак «За ранение» (1918) в серебре
- Почётный крест Первой мировой войны 1914/1918 с мечами
- Медаль «За выслугу лет в вермахте» с 4-го по 1-й класс
- Пряжка к Железному кресту 2-го и 1-го класса
- Савойский военный орден, офицерский крест (Королевство Италия; 26 апреля 1942)
- Рыцарский крест Железного креста (18 мая 1941)
- Медаль «За зимнюю кампанию на Востоке 1941/42»
- Орден Михая Храброго 3-го класса (19 марта 1943) (Королевство Румыния)